# Клайнвалльштадт
Клайнвалльштадт (нем. Kleinwallstadt) — ярмарочная община в Германии, в земле Бавария. 
Подчиняется административному округу Нижняя Франкония. Входит в состав района Мильтенберг. Подчиняется управлению Клайнвальштадт.  Население составляет 5757 человек (на 31 декабря 2010 года). Занимает площадь 15,77 км².
Ярмарочная община подразделяется на 2 сельских округа.

## Население
По оценке на 31 декабря 2015 года население общины Клайнвалльштадт составляет 5781 чел. 

| Дата      | 1840 | 1871 | 1900 | 1925 | 1939 | 1950 | 1961 | 1970 | 1987 | 2011 |
| --------- | ---- | ---- | ---- | ---- | ---- | ---- | ---- | ---- | ---- | ---- |
| Население | 1812 | 1738 | 1881 | 2047 | 2452 | 3569 | 4016 | 4778 | 4876 | 5735 |

| Год       | 1960 | 1970 | 1980 | 1990 | 2000 | 2009 | 2010 | 2011 | 2012 | 2013 | 2014 | 2015 |
| --------- | ---- | ---- | ---- | ---- | ---- | ---- | ---- | ---- | ---- | ---- | ---- | ---- |
| Население | 3955 | 4808 | 4835 | 5161 | 5718 | 5777 | 5757 | 5717 | 5693 | 5738 | 5776 | 5781 |